# رودني إتش برادي
رودني إتش برادي (بالإنجليزية: Rodney H. Brady)‏ هو ضابط أمريكي، ولد في 1933، وتوفي في 9 يناير 2017.

## وصلات خارجية
- رودني إتش برادي على موقع إن إن دي بي (الإنجليزية)